# 石井裕二
石井 裕二（いしい ゆうじ、1976年5月21日 - ）は、日本のタレント、ラジオパーソナリティ、リポーター。愛称は「石井ちゃん」。別名「ファンタジスタ石井」。（主にアサデス。内でこの名義を使用）高校時代の同級生と結婚、2児の父親。

## 人物
出身地は大分県日田市。幼い頃から、「おしゃべり」と「人を楽しませること」が大好きで、テレビ局でのアルバイトを経てリポーターになる。
趣味は写真、特技はラーメン作り。座右の銘は「挑戦」。好きな食べ物は焼肉＆ビール、チョコレート（特にブルボンのアルフォート (菓子)が好き）。嫌いな食べ物はブロッコリー、カリフラワー、セロリ。
尊敬する人は「アダムとイブ」。夢は「南の島所有」。

## 担当番組
OAB
- もっと！（OAB大分朝日放送、金曜日15:43～18:47）

KBC
テレビ
- アサデス。KBC（KBCテレビ月曜〜金曜6:00〜8:00） - 金曜中継リポーター[2]。スポーツ☆キラリのみファンタジスタ石井名義で出演。
- シリタカ! - 中継担当（木曜日のみスタジオ出演の場合あり）
- 水と緑の物語（KBCテレビ）[3]

ラジオ
- ゆうゆうサタデー（KBCラジオ、2013年4月1日 - 2015年9月26日）
- 石井裕二の知りたい!お金のこと（KBCラジオ、金曜18:00〜18:05）
- KBCラジオCM「KBC交通安全キャンペーン」ほのぼの商店街の住人 - 本人 役
- サンデーおすぎ（KBCラジオ、2016年10月2日 - 2019年3月）

FBS
- めんたいワイド（FBS福岡放送、月曜〜金曜15:48〜17:53、出演終了）

CM
- 「やずや」通販